# Бобруйскагромаш
Открытое акционерное общество "Управляющая компания холдинга «Бобруйскагромаш» (ОАО УКХ «Бобруйскагромаш») — белорусское предприятие по производству сельскохозяйственной техники. Головное предприятие холдинга «Бобруйскагромаш». Входит в структуру Министерства промышленности Республики Беларусь.
ОАО УКХ «Бобруйскагромаш» производит более 80 наименований навесной и прицепной сельскохозяйственной техники для внесения органических и минеральных удобрений, заготовки, хранения и раздачи кормов, уборки льна, послеуборочной обработки картофеля и корнеплодов, прицепных транспортных средств и др.

## История
Строительство предприятия было начато в ноябре 1971 года на окраине Бобруйска. Под строительство завода в районе северного промышленного узла Бобруйска был отведён участок площадью 32 гектара. Строительство основных производственных помещений было завершено в ноябре 1974 года. С января 1971 года по июль 1974 года завод именовался «Бобруйский завод тракторных разбрасывателей удобрений» и подчинялся Главному управлению по производству почвообрабатывающих и посевных машин «Главпочмаш». В июле 1974 завод был переименован в «Бобруйский завод разбрасывателей удобрений» (БЗРУ) и был переподчинён Всесоюзному промышленному объединению по производству машин для свиноводческих комплексов и ферм (Союзферммаш).
В сентябре 1975 года завод выпустил первую опытную партию из 11 машин для внесения жидких органических удобрений РЖТ-8. В соответствии с проектной документацией в первые годы работы завод выпускал 4 модели машин для внесения органических удобрений. Проектная мощность предприятия составляла 26 тысяч машин в год. Достигнута она была в 1981 году.
В 1974 году предприятие вошло в состав Бобруйского производственного объединения разбрасывателей удобрений «Бобруйсксельмаш» в качестве головного предприятия. В 1977 году «Бобруйский завод разбрасывателей удобрений» был переименован в «Бобруйский завод машин для внесения удобрений» (БЗМВУ), а производственное объединение «Бобруйсксельмаш» в Бобруйское производственное объединение по выпуску машин для внесения удобрений («Бобруйскферммаш»).
В состав Бобруйского производственного объединения (ПО) по выпуску машин для внесения удобрений «Бобруйскферммаш» вошли
- Бобруйский завод машин для внесения удобрений, (головное предприятие);
- Бобруйский завод сельскохозяйственного машиностроения «Бобруйсксельмаш» (Бобруйск);
- завод «Сельхозагрегат» (Бобруйск);
- специализированное проектно-конструкторское технологическое бюро (Бобруйск).

С 14 октября 1991 ПО «Бобруйскферммаш» было переведено в подчинение Государственного комитета по промышленности и межотраслевым производствам (Госкомпрома) Республики Беларусь.
В 1992 году ПО «Бобруйскферммаш» был переименовано в Бобруйское производственное объединение по выпуску машин для агрокомплекса «Бобруйскагромаш». С 04 января 1993 ПО «Бобруйскагромаш» перешел в подчинение Главного управления сельскохозяйственного машиностроения при Государственном комитете по промышленности и межотраслевым производствам (Госкомпрома) Республики Беларусь.
30 декабря 1994 года «Бобруйский завод машин для внесения удобрений» был переименован в Бобруйский завод по выпуску машин для агрокомплекса «Бобруйскагромаш». Одновременно завод перешел в подчинение вновь созданного Министерства промышленности Республики Беларусь.
4 сентября 2000 года Бобруйский завод по выпуску машин для агрокомплекса «Бобруйскагромаш» был переименован в Республиканское унитарное производственное предприятие «Бобруйскагромаш».
С 31 декабря 2004 года РУПП «Бобруйскагромаш» изменило организационно-правовую форму собственности и стало открытым акционерным обществом «Бобруйскагромаш». По состоянию на 1 января 2015 года 100 % акций ОАО «Бобруйскагромаш» находится в собственности Республики Беларусь.
1 июня 2020 года в управление холдинга «Бобруйскагромаш» передан пакет акций ОАО «Брестский электромеханический завод» в размере 84 % уставного фонда предприятия.

## Продукция

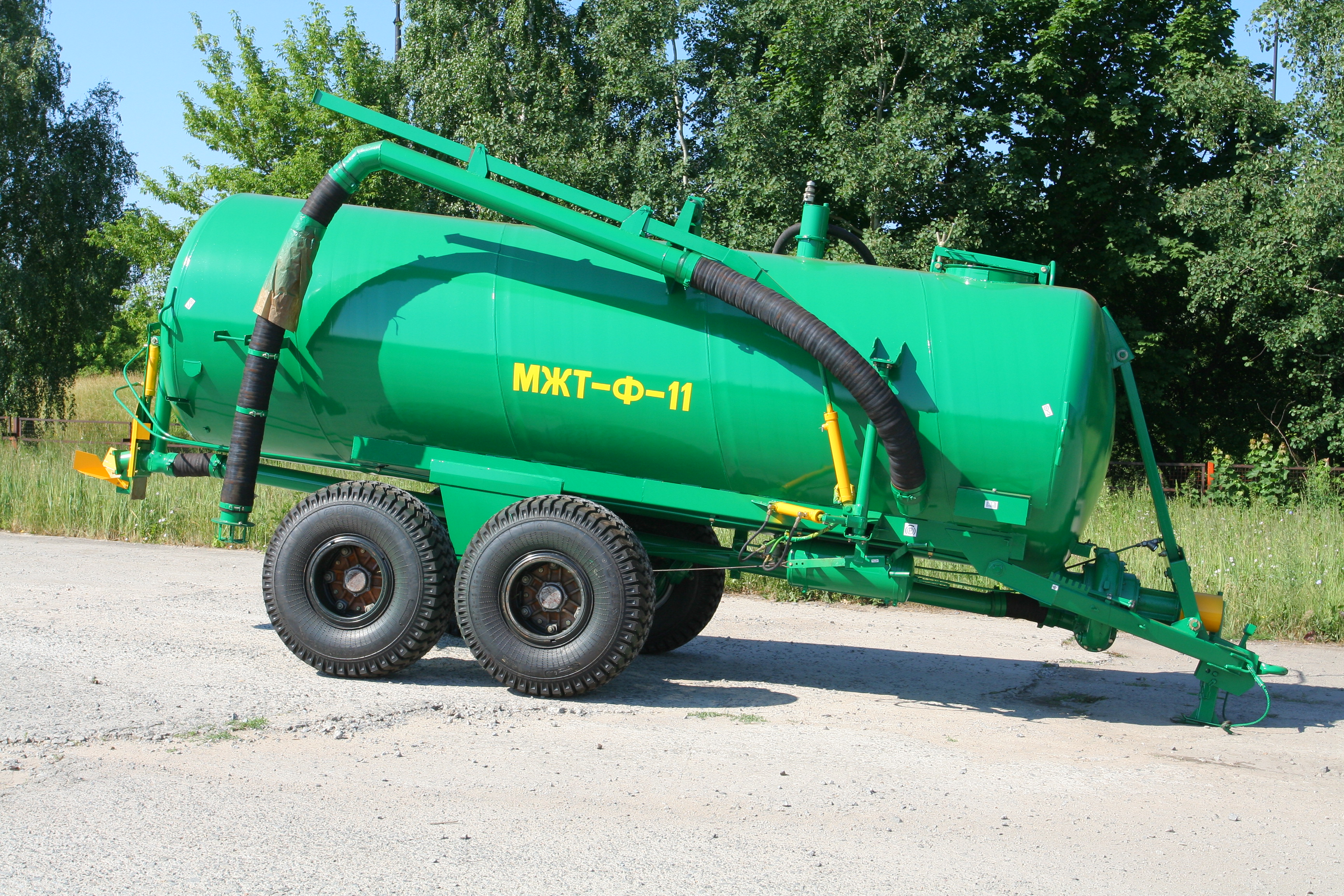
Машина для внесения жидких органических удобрений МЖТ-11

По состоянию на начало 2018 года ОАО "УКХ «Бобруйскагромаш» производит более 80 наименований прицепной и навесной сельскохозяйственной техники для выполнения различных работ в аграрном секторе экономики. Основными группами сельхозмашин, выпускаемых предприятием являются:

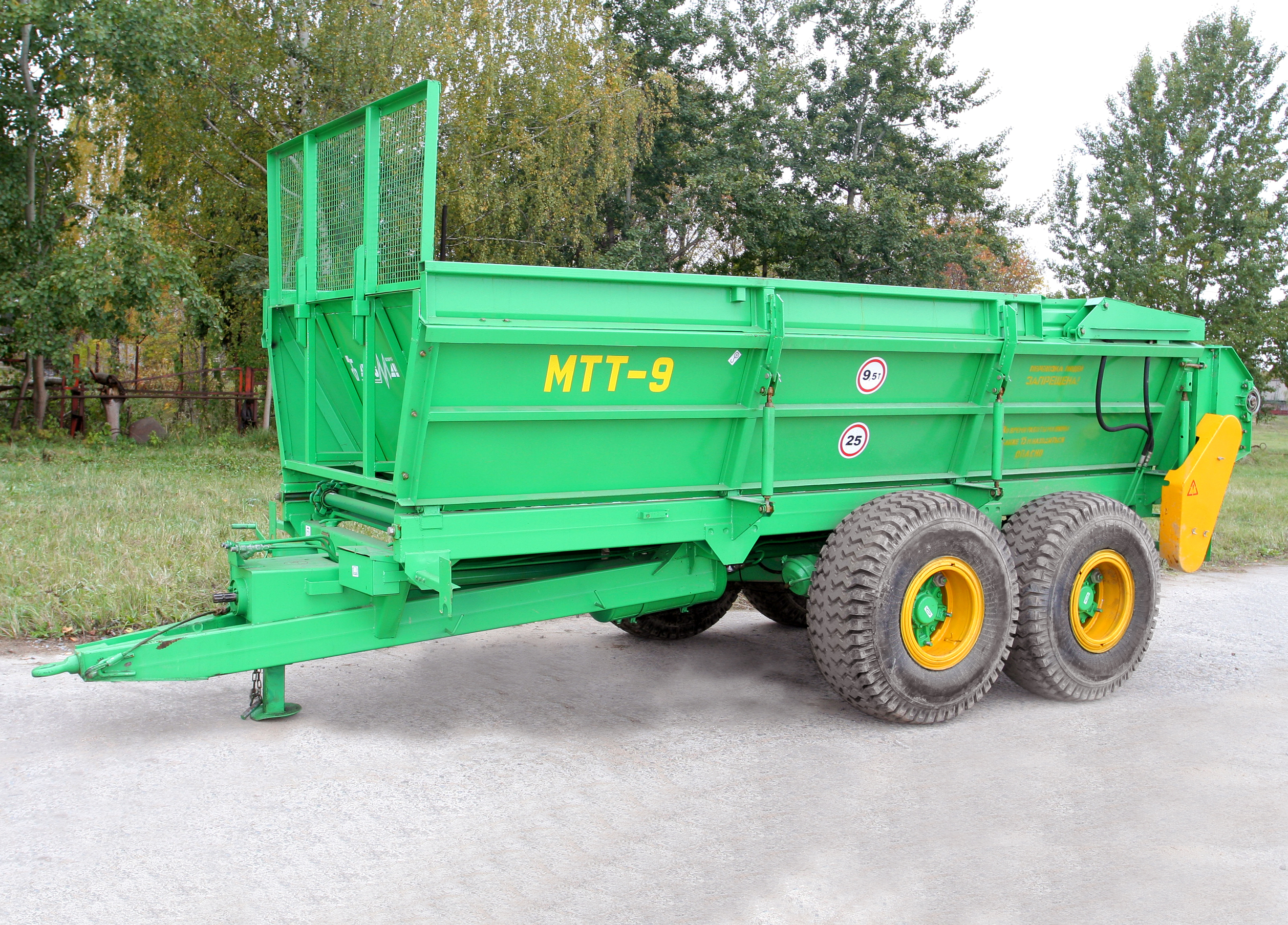
Машина для внесения твердых органических удобрений МТТ-9

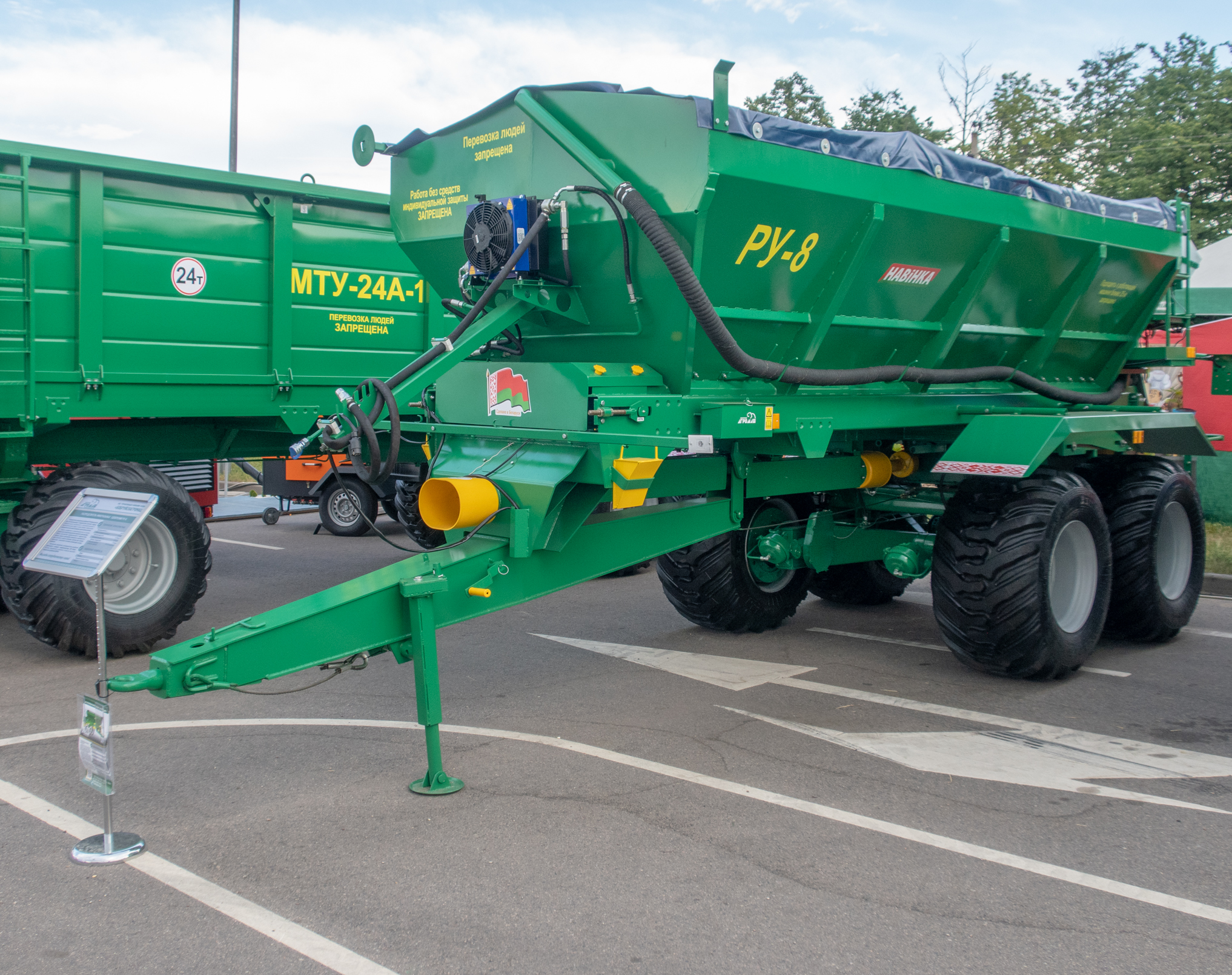
Распределитель минеральных удобрений РУ-8

- Машины для внесения органических удобрений
- Машины для внесения минеральных удобрений
- Техника для заготовки кормов
- Оборудование и машины для хранения и раздачи кормов
- Сельскохозяйственные прицепные транспортные средства
- Техника для раздельной рулонной уборки льна
- Прочая сельскохозяйственная техника

## Руководители
- Лапенко Борис Павлович 1974—1975
- Уваров Анатолий Петрович 1975—1987
- Пахилко Евгений Поликарпович 1987—2010
- Казаченок Сергей Алексеевич 2010—2014
- Еремеев Александр Сидорович 2014—2018
- Лазаревич Надежда Анатольевна 2018—2022[1]
- Филатов Виктор Геннадьевич с 2022 года — 25.09.2023
- Корсак Олег Аркадьевич с 25.09.2023 по н.в.

## Холдинг «Бобруйскагромаш»
В соответствии с Постановлением Совета Министров Республики Беларусь № 948 от 19 октября 2012 года, был создан холдинг «Бобруйскагромаш», а ОАО «Бобруйскагромаш» стало управляющей компанией холдинга «Бобруйскагромаш» и переименовано в ОАО «Управляющая компания холдинга «Бобруйскагромаш». Сегодня[когда?] в состав холдинга «Бобруйскагромаш» входят следующие предприятия»:
- Открытое акционерное общество «Управляющая компания холдинга «Бобруйскагромаш» (г. Бобруйск)
- Открытое акционерное общество «Бобруйсксельмаш» (г. Бобруйск)
- Открытое акционерное общество «Оршаагропроммаш» (г. Орша)
- Открытое акционерное общество «ТехнолитПолоцк» (г. Полоцк)
- Открытое акционерное общество «НИИСтромавтолиния» (г. Могилев)
- Открытое акционерное общество «Молодечненский станкостроительный завод» (г. Молодечно)